# Koranski Lug
Koranski Lug is een plaats in de gemeente Rakovica in de Kroatische provincie Karlovac. De plaats telt 2 inwoners (2001).